# Анизийский ярус
| система                                                                          | отдел     | ярус        | Ниж. граница, млн лет |
| -------------------------------------------------------------------------------- | --------- | ----------- | --------------------- |
| Юра                                                                              | Нижняя    | Геттангский | 201,4 ±0,2            |
| Триас                                                                            | Верхний   | Рэтский     | ~205,7                |
| Триас                                                                            | Верхний   | Норийский   | ~227,3                |
| Триас                                                                            | Верхний   | Карнийский  | ~237                  |
| Триас                                                                            | Средний   | Ладинский   | 241,464 ±0,28         |
| Триас                                                                            | Средний   | Анизийский  | 246,7                 |
| Триас                                                                            | Нижний    | Оленёкский  | 249,9                 |
| Триас                                                                            | Нижний    | Индский     | 251,902 ±0,024        |
| Пермь                                                                            | Лопинский | Чансинский  | больше                |
| Деление и золотые гвозди в соответствии с IUGS по состоянию на декабрь 2024 года |           |             |                       |

Анизийский ярус (анизий) — нижний ярус среднего отдела триасового периода мезозойской эры. Соответствует анизийскому веку, продолжавшемуся от 246,7 до 241,464 ±0,28 млн лет назад.
Выделен австрийскими геологами Вильгельмом Ваагеном и Карлом Динером в 1895 году. Назван в честь реки Энс (лат. Anisus).
В типовом местонахождении сложен известняками с цератитами и другими аммонитами (Ceratites trinodosus, Sturia, Ptychites). Отложения анизийского яруса широко распространены в Альпах, Гималаях и в Северной Америке.